# Ашраф Хакими
Ашраф Хакими Мух (арап. أشرف حكيمي, шп. Achraf Hakimi Mouh; Мадрид, 4. новембар 1998) професионални је марокански фудбалер који примарно игра у одбрани на позицији десног бека. Тренутно наступа за француски Пари Сен Жермен.

## Клупска каријера
Хакими је рођен у престони Шпаније Мадриду, у породици мароканског порекла. Још као осмогодишњи дечак прикључен је школи фудбала Реал Мадрида, а у јуну 2016. постаје првотимац екипе Реал Мадрид Кастиља, резервног састава Реала, са којим се такмичи у трећој лиги Шпаније. Током прве професионалне сезоне у каријери (сезона 2016/17) одиграо је 28 утакмица у дресу Кастиљана и постигао један погодак. 
У први тим Мадриђана званично је промовисан 19. августа 2017, као замена за Данијела Карвахала. Први наступ за екипу имао је 1. октобра у првенственој победи од 2:0 над екипом Еспањола на домаћем терену. Први погодак постиже 9. децембра исте године против Севиље, у утакмици коју је Реал добио са уверљивих 5:0. Током сезоне 2017/18. одиграо је и два сусрета у Лиги шампиона, а прву професионалну сезону у каријери окончао је освајањем титуле континенталног првака. 
Интер је саопштио да је Хакими потписао за тај клуб 2. јуна 2020. година на пет година, тачније до 30. јуна 2025. године. Клуб није званично навео финансијске детаље, али се спекулисало да трансфер варира око 40 милиона евра, уз додатних пет милиона бонуса, чиме је 21-годишњи фудбалер постао најскупљи дефанзивац у историји Неразура.

## Репрезентативна каријера
Пре дебија у дресу сениорске репрезентације Марока, Ашраф је одиграо и неколико утакмица за млађе репрезентативне селекције своје земље.
Деби у сениорском тиму имао је на пријатељској утакмици против Канаде играној 11. октобра 2016, а већ на следећој утакмици, квалификационој за светско првенство, против Малија, постигао је и свој први погодак за репрезентацију. 
Селектор Ерве Ренар уврстио га је на списак репрезентативаца за Светско првенство 2018. у Русији, где је одиграо све три утакмице у групи Б. 

### Голови за репрезентацију
| No. | Датум              | Место      | Противник                  | Погодак | Резултат | Такмичење                                |
| --- | ------------------ | ---------- | -------------------------- | ------- | -------- | ---------------------------------------- |
| 1   | 1. септембар 2017. | Рабат      | Мали                       | 4–0     | 6–0      | Квалификације за СП 2018.                |
| 2   | 19. новембар 2019. | Буџумбура  | Бурунди                    | 3–0     | 3–0      | Афрички куп нација 2021. — квалификације |
| 3   | 13. новембар 2020. | Казабланка | Централноафричка Република | 1–0     | 4–1      | Афрички куп нација 2021. — квалификације |
| 4   | 12. јун 2021.      | Рабат      | Буркина Фасо               | 1–0     | 1–0      | Пријатељска                              |
| 5   | 6. октобар 2021.   | Рабат      | Гвинеја Бисао              | 1–0     | 5–0      | Квалификације за Светско првенство 2022. |
| 6   | 18. јануар 2022.   | Јаунде     | Габон                      | 2–2     | 2–2      | Афрички куп нација 2021.                 |
| 7   | 25. јануар 2022.   | Јаунде     | Малави                     | 2–1     | 2–1      | Афрички куп нација 2021.                 |
| 8   | 29. март 2022.     | Казабланка | ДР Конго                   | 4–0     | 4–1      | Квалификације за Светско првенство 2022. |
| 9   | 21. јануар 2024.   | Сан Педро  | ДР Конго                   | 1–0     | 1–1      | Афрички куп нација 2023.                 |
| 10  | 12. октобар 2024.  | Уџда       | Централноафричка Република | 3–0     | 5–0      | Афрички куп нација 2025. — квалификације |
| 11  | 6. јун 2025.       | Фес        | Тунис                      | 1–0     | 2–0      | Пријатељска                              |

## Успеси и признања
Реал Мадрид Кастиља
- Куп Краља-млади (1) : 2017.

Реал Мадрид
- Лига шампиона (1) : 2017/18.
- Суперкуп Шпаније (1) : 2017.
- УЕФА суперкуп (1) : 2017.
- Светско клупско првенство (1) : 2017.

Борусија Дортмунд
- Суперкуп Немачке (1) : 2019.

Интер
- Серија А (1) : 2020/21.

Пари Сен Жермен
- Лига 1 (4) : 2021/22, 2022/23, 2023/24, 2024/25.
- Куп Француске (2) : 2023/24, 2024/25.
- Суперкуп Француске (3) : 2022, 2023, 2024.
- Лига шампиона (1) : 2024/25.
- УЕФА суперкуп (1) : 2025.
- Светско клупско првенство : финалиста 2025.